# Kappa Arietis
Désignations
Kappa Arietis (κ Ari / κ Ari) est une étoile binaire de la constellation zodiacale du Bélier. Elle est visible à l'œil nu et sa magnitude apparente combinée est de 5,02. Le système présente une parallaxe annuelle de 18,03 ± 0,31 mas telle que mesurée par le satellite Gaia, ce qui permet d'en déduire qu'il est distant de 55,47 ± 0,95 pc (∼181 al) de la Terre. Il s'éloigne du Système solaire à une vitesse radiale de +11,5 km/s.
Kappa Arietis est une binaire spectroscopique à raies doubles, détectée pour la première fois en 1918 à l'observatoire Lick. Sa période orbitale est de 15,3 jours et son excentricité est de 0,61. Ses deux composantes montrent des propriétés spectrales d'étoiles Am. Elles ont une luminosité quasiment identique et leurs masses sont très similaires ; leurs propriétés sont tellement proches qu'elles ont été qualifiées de « virtuellement indistinguables » par J. Mitton en 1977.